# Momento de inercia

Una bailarina tendrá más momento de inercia si extiende los brazos, girando más rápido si los contrae.

El momento de inercia (símbolo I) es una medida de la inercia rotacional de un cuerpo. Cuando un cuerpo gira en torno a uno de los ejes principales de inercia, la inercia rotacional puede ser representada como una magnitud vectorial llamada momento de inercia. Sin embargo, en el caso más general posible la inercia rotacional debe representarse por medio de un conjunto de momentos de inercia y componentes que forman el llamado tensor de inercia. La descripción tensorial es necesaria para el análisis de sistemas complejos, por ejemplo en movimientos giroscópicos.
El momento de inercia refleja la distribución de masa de un objeto o de un sistema de partículas en rotación, respecto a un eje de giro. El momento de inercia solo depende de la geometría del cuerpo y de la posición del eje de giro; pero no depende de las fuerzas que intervienen en el movimiento.
El momento de inercia desempeña un papel análogo al de la masa inercial en el caso del movimiento rectilíneo y uniforme. Es el valor escalar del momento angular longitudinal de un sólido rígido.

## Introducción
Cuando un cuerpo es libre de girar alrededor de un eje, se debe aplicar un par para cambiar su momento cinético. La cantidad de par necesario para causar una determinada aceleración angular (la tasa de cambio en la velocidad angular) es proporcional al momento de inercia del cuerpo. Los momentos de inercia se pueden expresar en unidades de kilogramo por metro cuadrado (kg·m2) en unidades del SI o en libra-pie-segundo al cuadrado (lbf·ft·s2) en unidades imperiales o de unidades tradicionales de los Estados Unidos.
El momento de inercia juega el papel en la cinética rotacional que la masa (inercia) juega en la cinética lineal; ambos caracterizan la resistencia de un cuerpo a los cambios en su movimiento. El momento de inercia depende de cómo se distribuya la masa alrededor de un eje de rotación y variará según el eje elegido. Para una masa puntual, el momento de inercia con respecto a algún eje está dado por {\displaystyle mr^{2}}, donde {\displaystyle r} es la distancia del punto al eje, y {\displaystyle m} es la masa. Para un cuerpo rígido extendido, el momento de inercia es simplemente la suma de todas las pequeñas piezas de masa multiplicada por el cuadrado de sus distancias desde el eje de rotación. Para un cuerpo extenso de forma regular y densidad uniforme, esta suma a veces produce una expresión simple que depende de las dimensiones, la forma y la masa total del objeto.
En 1673 Christiaan Huygens introdujo este parámetro en su estudio de la oscilación de un cuerpo que cuelga de un pivote, conocido como péndulo compuesto. El término momento de inercia ("momentum inertiae" en latín) fue introducido por Leonhard Euler en su libro Theoria motus corporum solidorum seu rigidorum en 1765, y se incorpora a la segunda ley de Euler.
La frecuencia natural de oscilación de un péndulo compuesto se obtiene de la relación entre el par impuesto por la gravedad sobre la masa del péndulo y la resistencia a la aceleración definida por el momento de inercia. La comparación de esta frecuencia natural con la de un péndulo simple que consta de un solo punto de masa proporciona una formulación matemática para el momento de inercia de un cuerpo extendido.
El momento de inercia también aparece en el momento, energía cinética, y en leyes de movimiento de Newton para un cuerpo rígido como un parámetro físico que combina su forma y masa. Hay una diferencia interesante en la forma en que aparece el momento de inercia en el movimiento plano y espacial. El movimiento plano tiene un solo escalar que define el momento de inercia, mientras que para el movimiento espacial los mismos cálculos producen una matriz de momentos de inercia de 3 × 3, denominada matriz de inercia o tensor de inercia.
El momento de inercia de un volante giratorio se usa en una máquina para resistir variaciones en el par aplicado para suavizar su salida rotacional. El momento de inercia de un avión con respecto a sus ejes longitudinal, horizontal y vertical determina cómo las fuerzas de dirección en las superficies de control de sus alas, elevadores y timones afectan los movimientos del avión en balanceo, cabeceo y guiñada.

## Ecuaciones del momento de inercia

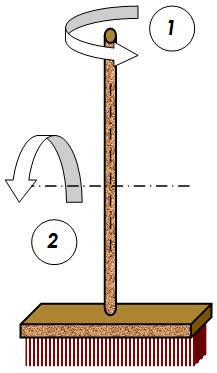
¿Cuál de estos giros resulta más difícil?
El momento de inercia de un cuerpo indica su resistencia a adquirir una aceleración angular.

Dado un sistema de partículas y un eje arbitrario, el momento de inercia del mismo se define como la suma de los productos de las masas de las partículas por el cuadrado de la distancia mínima r de cada partícula a dicho eje. Matemáticamente se expresa como:
{\displaystyle I=\sum m_{i}r_{i}^{2}\,}
Para un cuerpo de masa continua (medio continuo), se generaliza como:
{\displaystyle I=\int _{m}r^{2}dm=\int _{V}\rho r^{2}\,dV}
El subíndice V de la integral indica que se integra sobre todo el volumen del cuerpo. Se resuelve a través de una integral triple.
Este concepto desempeña en el movimiento de rotación un papel análogo al de masa inercial en el caso del movimiento rectilíneo y uniforme. La masa inercial es la resistencia que presenta un cuerpo a ser acelerado en traslación y el momento de Inercia es la resistencia que presenta un cuerpo a ser acelerado en rotación. Así, por ejemplo, la segunda ley de Newton: {\displaystyle \scriptstyle {F=ma}} tiene como equivalente para la rotación: 
{\displaystyle \tau =I\alpha \,}
donde:
- {\displaystyle \scriptstyle {\tau }} es el torque aplicado al cuerpo.
- {\displaystyle \scriptstyle {I}} es el momento de inercia del cuerpo con respecto al eje de rotación y
- {\displaystyle \textstyle {\alpha ={d^{2}\theta  \over dt^{2}}}} es la aceleración angular.

Siempre y cuando la distancia con respecto al sistema de referencia permanezca constante.
La energía cinética de un cuerpo en movimiento con velocidad v es {\displaystyle \scriptstyle {{1 \over 2}mv^{2}}}, mientras que la energía cinética de un cuerpo en rotación con velocidad angular ω es {\displaystyle \scriptstyle {{1 \over 2}I\omega ^{2}}}, donde {\displaystyle I} es el momento de inercia con respecto al eje de rotación.
La conservación de la cantidad de movimiento o momento lineal tiene por equivalente la conservación del momento angular {\displaystyle \scriptstyle {\mathbf {L} }}:
{\displaystyle \mathbf {L} =I{\boldsymbol {\omega }}}
El vector momento angular, en general, no tiene la misma dirección que el vector velocidad angular {\displaystyle \scriptstyle {\boldsymbol {\omega }}}. Ambos vectores tienen la misma dirección si el eje de giro es un eje principal de inercia. Cuando un eje es de simetría entonces es eje principal de inercia y entonces un giro alrededor de ese eje conduce a un momento angular dirigido también a lo largo de ese eje.

### Teorema de Steiner o teorema de los ejes paralelos
El teorema de Steiner (denominado en honor de Jakob Steiner) establece que el momento de inercia con respecto a cualquier eje paralelo a un eje que pasa por el centro de masa, es igual al momento de inercia con respecto al eje que pasa por el centro de masa más el producto de la masa por el cuadrado de la distancia entre los dos ejes:
{\displaystyle I_{\rm {eje}}=I_{\rm {eje}}^{\rm {(CM)}}+Mh^{2}\,}
donde: Ieje es el momento de inercia respecto al eje que no pasa por el centro de masa;
I(CM)eje es el momento de inercia para un eje paralelo al anterior que pasa por el centro de masa; M (Masa Total) y h (Distancia entre los dos ejes paralelos considerados).
La demostración de este teorema resulta inmediata si se considera la descomposición de coordenadas relativa al centro de masas C {\displaystyle {\bar {\mathbf {r} }}=\mathbf {r} _{C}+\mathbf {h} } inmediata:
{\displaystyle I_{\rm {eje}}=\int _{V}{\bar {\mathbf {r} }}\cdot {\bar {\mathbf {r} }}\quad dm=\int _{V}(\mathbf {r} _{C}\cdot \mathbf {r} _{C}+2\mathbf {r} _{C}\cdot \mathbf {h} +\mathbf {h} \cdot \mathbf {h} )\quad dm=\int _{V}\mathbf {r} _{C}\cdot \mathbf {r} _{C}\quad dm+\int _{V}2\mathbf {r} _{C}\cdot \mathbf {h} \quad dm+\int _{V}\mathbf {h} \cdot \mathbf {h} \quad dm}
{\displaystyle I_{\rm {eje}}=I_{\rm {eje}}^{\rm {(CM)}}+\underbrace {2\mathbf {h} \cdot \int _{V}\mathbf {r} _{C}dm} _{=0}+Mh^{2}}
donde el segundo término es nulo puesto que la distancia vectorial promedio de masa en torno al centro de masa es nula, por la propia definición de centro de masa.
El centro de gravedad y el centro de masa pueden no ser coincidentes, dado que el centro de masa sólo depende de la densidad de masa que posea el cuerpo, en cambio, el centro de gravedad depende del campo gravitacional en el que está inmerso dicho cuerpo.

### Calcular el momento de inercia de áreas compuestas
1. Dividir el área compuesta en varias partes que sean simples
2. Determinar las áreas de las partes, designarlas por {\displaystyle A_{1},A_{2},\dots ,A_{n}}.
3. Determinar las coordenadas del centro de masas (cdm) de estas partes {\displaystyle (x_{i},y_{i})\,} con respecto a los ejes X e Y. Y calcular el cdm {\displaystyle (x_{G},y_{G})\,} de toda la figura formada por todas las áreas parciales anteriores.
4. Calcular las distancias de los cdm de cada área respecto al cdm total de la figura.
5. Calcular los momentos de inercia de las partes respecto a sus ejes de centro de masas (que serán paralelos a x e y). Designar como: {\displaystyle I_{i,x}}  e {\displaystyle I_{i,y}}, para el área i-ésima.
6. Calcular el momento de inercia de cada parte respecto a los ejes x e y aplicando el teorema del eje paralelo, es decir, el teorema de Steiner: {\displaystyle {\bar {I}}_{i,x}=I_{i,x}+M_{i}(y_{i}-y_{G})^{2}} y {\displaystyle {\bar {I}}_{i,y}=I_{i,y}+M_{i}(x_{i}-x_{G})^{2}}
7. Calcular los momentos de inercia del área compuesta a partir de los momentos anteriores: {\displaystyle I_{x,\mathrm {tot} }=\sum _{i}{\bar {I}}_{i,x}} e {\displaystyle I_{y,\mathrm {tot} }=\sum _{i}{\bar {I}}_{i,y}}

## Momentos de inercia de objetos simétricos
Los siguientes momentos de inercia están escritos para cuerpos rígidos de composición uniforme y cuyos ejes de rotación pasan a través de un plano de simetría (es decir, perpendiculares a dicho plano) del cuerpo que contiene al centro de masas.
| Cuerpo Rígido                                                                   | Posición del eje de rotación | Momento de Inercia (I)                                                            |
| ------------------------------------------------------------------------------- | ---------------------------- | --------------------------------------------------------------------------------- |
| Varilla delgada de longitud L y masa M                                          | CM                           | {\displaystyle {\frac {1}{12}}ML^{2}}                                             |
| Cono sólido de radio R (de la base) y masa M                                    | CM                           | {\displaystyle {\frac {3}{10}}MR^{2}}                                             |
| Cono sólido de radio R (de la base), altura H y masa M                          | Diámetro de la base          | {\displaystyle {\frac {1}{10}}M\left({{\frac {3}{2}}R^{2}+H^{2}}\right)}          |
| Varilla delgada de longitud L y masa M                                          | Extremo de la varilla        | {\displaystyle {\frac {1}{3}}ML^{2}}                                              |
| Aro delgado de radio R y masa M                                                 | CM                           | {\displaystyle MR^{2}}                                                            |
| Cilindro sólido de radio R y masa M                                             | CM                           | {\displaystyle {\frac {1}{2}}MR^{2}}                                              |
| Disco de radio R y masa M                                                       | CM                           | {\displaystyle {\frac {1}{2}}MR^{2}}                                              |
| Placa rectangular de lados a y b asentada con masa M                            | CM                           | {\displaystyle {\frac {1}{12}}M(a^{2}+b^{2})}                                     |
| Placa rectangular parada con lado perpendicular al eje de rotación L con masa M | CM                           | {\displaystyle {\frac {1}{12}}ML^{2}}                                             |
| Placa rectangular parada con lado perpendicular al eje de rotación L con masa M | Extremo de la placa          | {\displaystyle {\frac {1}{3}}ML^{2}}                                              |
| Esfera sólida de radio R y masa M                                               | CM                           | {\displaystyle {\frac {2}{5}}MR^{2}}                                              |
| Cascarón esférico de radio R y masa M                                           | CM                           | {\displaystyle {\frac {2}{3}}MR^{2}}                                              |
| Corona esférica de radio interno R1, radio externo R2 y masa M                  | CM                           | {\displaystyle {\frac {2}{5}}M{\frac {R_{2}^{5}-R_{1}^{5}}{R_{2}^{3}-R_{1}^{3}}}} |
| Cilindro hueco de radios R1 y R2 con masa M                                     | CM                           | {\displaystyle {\frac {1}{2}}M(R_{1}^{2}+R_{2}^{2})}                              |
| Partícula de masa M a una distancia R del eje de rotación                       | Distancia R de la partícula  | {\displaystyle MR^{2}}                                                            |

## Tensor de inercia de un sólido rígido
Cuando se estudian problemas con sólidos 3D que giran en el espacio, es necesario usar un concepto un poco más general de inercia rotacional, llamado tensor de inercia. El tensor de inercia de un sólido rígido, es un tensor simétrico de segundo orden, que expresado en una base ortonormal viene dado por una matriz simétrica, cuyas componentes tensoriales son:

{\displaystyle I_{ij}=I_{ji}=\int _{M}\left[\delta _{ij}r^{2}-x_{i}x_{j}\right]\ dm=\int _{V}\rho (\mathbf {r} )\left[\delta _{ij}r^{2}-x_{i}x_{j}\right]d^{3}\mathbf {r} }
Donde {\displaystyle (x_{1},x_{2},x_{3})\,} son las coordenadas cartesianas rectangulares.
{\displaystyle \delta _{ij}\;}, es el símbolo de Kronecker o delta de Kronecker definida como: {\displaystyle \delta _{ij}={\begin{cases}1&i=j\\0&i\neq j\end{cases}}}
Los elementos {\displaystyle I_{ii},\,i=1,2,3} reciben el nombre de momento de inercia respecto al eje {\displaystyle x_{i}}, y son las componentes diagonales del tensor. Las componentes del tensor de inercia en un sistema de coordenadas cartesianas rectangulares son:

{\displaystyle I_{xx}=\int _{V}\rho (y^{2}+z^{2})d^{3}\mathbf {r} }
{\displaystyle I_{yy}=\int _{V}\rho (z^{2}+x^{2})d^{3}\mathbf {r} }
{\displaystyle I_{zz}=\int _{V}\rho (x^{2}+y^{2})d^{3}\mathbf {r} }

Y los tres productos de inercia según los mismos ejes:

{\displaystyle I_{xy}=I_{yx}=\int _{M}-xy\ dm=\int _{V}-\rho xy\ d^{3}\mathbf {r} }
{\displaystyle I_{yz}=I_{zy}=\int _{M}-yz\ dm=\int _{V}-\rho yz\ d^{3}\mathbf {r} }
{\displaystyle I_{zx}=I_{xz}=\int _{M}-zx\ dm=\int _{V}-\rho zx\ d^{3}\mathbf {r} }

Todas las formas anteriores pueden derivarse de la definición del tensor de momento de inercia haciendo :

{\displaystyle \delta _{ij}=0;i\neq j}.
El momento con respecto a cualquier otro eje puede expresarse como combinación lineal anterior de las anteriores magnitudes:

{\displaystyle I_{eje}=\mathbf {t} \cdot (\mathbf {I} \mathbf {t} )=\left({\begin{matrix}t_{x}&t_{y}&t_{z}\\\end{matrix}}\right)\left({\begin{matrix}I_{xx}&I_{xy}&I_{xz}\\I_{yx}&I_{yy}&I_{yz}\\I_{zx}&I_{zy}&I_{zz}\end{matrix}}\right)\left({\begin{matrix}t_{x}\\t_{y}\\t_{z}\\\end{matrix}}\right)=\sum _{j}\sum _{k}I_{jk}t_{j}t_{k}}

Donde la matriz es el tensor de inercia expresado en la base XYZ y {\displaystyle t=(t_{x},t_{y},t_{z})\,} es el vector paralelo al eje según el cual se pretende encontrar el momento de inercia.